# Landtagswahlen in Sachsen
In diesem Artikel finden sich alle Wahlergebnisse in Sachsen von 1919 bis heute.
In der Weimarer Republik war bis 1930 stets die SPD die erfolgreichste Partei in Sachsen. 
Nach dem Zweiten Weltkrieg gab es nur eine halbfreie Landtagswahl 1946. 
Nach der Eingliederung Sachsens in die Bundesrepublik Deutschland 1990 kommt es seit 1994 wieder zu fünfjährlichen Landtagswahlen. Die jüngste Wahl, die zum 8. Sächsischen Landtag, fand am 1. September 2024 statt.
Sachsen ist das einzige Land der Bundesrepublik, in dem bei jeder Landtagswahl dieselbe Partei gewann (CDU). Wobei Landtagswahlen in Sachsen erst seit 1990 wieder stattfinden. In Bayern gewann bspw. seit 1954 durchgehend die CSU.

## Landtagswahlergebnisse

### 1919 bis 1933
| Jahr | SPD             | DDP             | USPD            | USPD            | DNVP            | DVP             | CVP          | Zentrum      | KPD             | WP              | VRP           | ASPS          | NSFB          | SLV           | NSDAP           | CSVD          | VNRV          |
| Jahr | SPD             | DDP             | rechte          | linke           | DNVP            | DVP             | CVP          | Zentrum      | KPD             | WP              | VRP           | ASPS          | NSFB          | SLV           | NSDAP           | CSVD          | VNRV          |
| ---- | --------------- | --------------- | --------------- | --------------- | --------------- | --------------- | ------------ | ------------ | --------------- | --------------- | ------------- | ------------- | ------------- | ------------- | --------------- | ------------- | ------------- |
| 1919 | 41,6 % 42 Sitze | 22,9 % 22 Sitze | 16,3 % 15 Sitze | 16,3 % 15 Sitze | 14,4 % 13 Sitze | 3,9 % 4 Sitze   | 1,0 % 1 Sitz | –            | –               | –               | –             | –             | –             | –             | –               | –             | –             |
| 1920 | 28,3 % 27 Sitze | 7,7 % 8 Sitze   | 13,9 % 13 Sitze | 2,9 % 3 Sitze   | 21,0 % 20 Sitze | 18,6 % 18 Sitze | –            | 1,1 % 1 Sitz | 5,7 % 6 Sitze   | –               | –             | –             | –             | –             | –               | –             | –             |
| 1922 | 41,8 % 40 Sitze | 8,4 % 8 Sitze   | –               | –               | 19,0 % 19 Sitze | 18,7 % 19 Sitze | –            | –            | 10,5 % 10 Sitze | –               | –             | –             | –             | –             | –               | –             | –             |
| 1926 | 32,1 % 31 Sitze | 4,7 % 5 Sitze   | –               | –               | 14,5 % 14 Sitze | 12,8 % 12 Sitze | –            | –            | 14,5 % 14 Sitze | 10,0 % 10 Sitze | 4,2 % 4 Sitze | 4,2 % 4 Sitze | 1,6 % 2 Sitze | –             | –               | –             | –             |
| 1929 | 34,3 % 33 Sitze | 4,3 % 4 Sitze   | –               | –               | 8,1 % 8 Sitze   | 13,5 % 13 Sitze | –            | –            | 12,8 % 12 Sitze | 11,3 % 11 Sitze | 2,6 % 3 Sitze | 1,5 % 2 Sitze | –             | 5,2 % 5 Sitze | 5,0 % 5 Sitze   | –             | –             |
| 1930 | 33,4 % 32 Sitze | 3,3 % 3 Sitze   | –               | –               | 4,8 % 5 Sitze   | 8,7 % 8 Sitze   | –            | –            | 13,6 % 13 Sitze | 10,6 % 10 Sitze | 1,7 % 2 Sitze | –             | –             | 4,6 % 5 Sitze | 14,4 % 14 Sitze | 2,2 % 2 Sitze | 1,5 % 2 Sitze |

An 100 % Fehlende = Nicht im Landtag vertretene Wahlvorschläge.

### 1933 bis 1945
Das „Gleichschaltungsgesetz“ vom 31. März 1933 beendete die Souveränität der Länder.

### 1945 bis 1990
Nach dem Zweiten Weltkrieg wurde das Land Sachsen aus dem ehemaligen Freistaat Sachsen und den westlich der Neiße gelegenen Teilen der ehemaligen preußischen Provinz Niederschlesien neu gebildet. Die Landtagswahl in Sachsen bzw. Landtagswahl in der Sowjetischen Besatzungszone im Oktober 1946 führte zu einem Sieg der von der sowjetischen Besatzungsmacht begünstigten SED.
| 20. Okt. 1946 | SED    | LDP    | CDU    | VdgB  | Kulturbund |
| ------------- | ------ | ------ | ------ | ----- | ---------- |
| Anteile       | 49,1 % | 24,7 % | 23,3 % | 1,7 % | 0,6 %      |
| Sitze         | 59     | 30     | 28     | 2     | 1          |

Bei der Landtagswahl am 15. Oktober 1950 wurde – wie bei der gleichzeitig stattfindenden Scheinwahl der Volkskammer – nach dem Einheitslistenverfahren gewählt. Laut den offiziellen Ergebnissen erhielten bei einer Wahlbeteiligung von 98,1 % die „Kandidaten der Nationalen Front“ 99,8 % Zustimmung.
| 15. Okt. 1950 | SED | CDU | LDP | DBD | NDPD | FDGB (*) | DFD (*) | FDJ (*) | Kulturbund (*) | VVN (*) | Konsumgenossenschaften (*) | VdgB (*) |
| ------------- | --- | --- | --- | --- | ---- | -------- | ------- | ------- | -------------- | ------- | -------------------------- | -------- |
| Sitze         | 27  | 18  | 17  | 9   | 9    | 12       | 7       | 7       | 5              | 5       | 2                          | 2        |

(*) Massenorganisationen: Insgesamt 40
1952 wurde das Land Sachsen im Zuge der Bildung der Bezirke aufgelöst.

### Seit 1990
Seit 1990 haben in Sachsen acht Wahlen zum Sächsischen Landtag mit folgenden Ergebnissen stattgefunden: (Quelle: Statistisches Landesamt Sachsen, Angaben in Prozent)
| Wahltag    | CDU  | AfD  | BSW  | SPD  | Grüne 2 | Linke 1 | FDP  | NPD | Andere > 1 %                                     | Sonstige |
| ---------- | ---- | ---- | ---- | ---- | ------- | ------- | ---- | --- | ------------------------------------------------ | -------- |
| 14.10.1990 | 53,8 | –    | –    | 19,1 | 5,6 2   | 10,2    | 05,3 | 0,7 | DSU 3,6                                          | 2,4      |
| 11.09.1994 | 58,1 | –    | –    | 16,6 | 4,1     | 16,5    | 01,7 | –   | REP 1,3                                          | 1,0      |
| 19.09.1999 | 56,9 | –    | –    | 10,7 | 2,6     | 22,2    | 01,1 | 1,4 | Pro DM 2,1; REP 1,5                              | 1,4      |
| 19.09.2004 | 41,1 | –    | –    | 09,8 | 5,1     | 23,6    | 05,9 | 9,2 | Tierschutzp. 1,6                                 | 3,7      |
| 30.08.2009 | 40,2 | –    | –    | 10,4 | 6,4     | 20,6    | 10,0 | 5,6 | Tierschutzp. 2,1; Piraten 1,9; Freie Sachsen 1,4 | 1,4      |
| 31.08.2014 | 39,4 | 09,7 | –    | 12,4 | 5,7     | 18,9    | 03,8 | 4,9 | FW 1,6; Tierschutzp. 1,1; Piraten 1,1            | 3,0      |
| 01.09.2019 | 32,1 | 27,5 | –    | 07,7 | 8,6     | 10,4    | 04,5 | 0,6 | FW 3,4; Die Partei 1,5; Tierschutzp. 1,5         | 2,7      |
| 01.09.2024 | 31,9 | 30,6 | 11,8 | 07,3 | 5,1     | 04,5    | 00,9 | –   | FW 2,3; Freie Sachsen 2,2; Tierschutz hier! 1,0  | 3,3      |

Graphische Darstellung der Entwicklung der Wahlergebnisse (1990–2019)

### Sitzverteilungen
Aus den Wahlergebnissen ergaben sich folgende Sitzverteilungen für den Sächsischen Landtag:
(An der Regierung beteiligte Parteien sind grau hinterlegt)
| Wahljahr           | CDU | AfD | BSW | SPD | Grüne 2 | Linke 1 | FW | FDP | NPD | Sitze gesamt |
| ------------------ | --- | --- | --- | --- | ------- | ------- | -- | --- | --- | ------------ |
| 1990 (Abgeordnete) | 92  | –   | –   | 32  | 10      | 17      | –  | 09  | –   | 160          |
| 1994 (Abgeordnete) | 77  | –   | –   | 22  | –       | 21      | –  | –   | –   | 120          |
| 1999 (Abgeordnete) | 76  | –   | –   | 14  | –       | 30      | –  | –   | –   | 120          |
| 2004 (Abgeordnete) | 55  | –   | –   | 13  | 06      | 31      | –  | 07  | 12  | 124          |
| 2009 (Abgeordnete) | 58  | –   | –   | 14  | 09      | 29      | –  | 14  | 08  | 132          |
| 2014 (Abgeordnete) | 59  | 14  | –   | 18  | 08      | 27      | –  | –   | –   | 126          |
| 2019 (Abgeordnete) | 45  | 38  | –   | 10  | 12      | 14      | –  | –   | –   | 119          |
| 2024 (Abgeordnete) | 41  | 40  | 15  | 10  | 07      | 06      | 1  | –   | –   | 120          |

Graphische Darstellung der Entwicklung der Sitzverteilung

## Staatsregierungen
1990 bildete Kurt Biedenkopf die erste sächsische Landesregierung. Er stützte sich dabei allein auf die absolute Mehrheit der CDU im Landtag. Diese Mehrheit wurde bei den Landtagswahlen 1994 und 1999 bestätigt. 2002 trat Kurt Biedenkopf nach einigen parteiinternen Auseinandersetzungen zurück und gab das Amt am 18. April an Georg Milbradt ab. Dieser blieb auch nach der Wahl 2004 Ministerpräsident, allerdings verlor die CDU bei dieser Wahl die absolute Mehrheit, so dass Milbradt auf einen Koalitionspartner angewiesen war. Die CDU ging eine Koalition mit der SPD ein. Die NPD wurde bei dieser Wahl fast so stark wie die SPD. Stellvertretender Ministerpräsident wurde der SPD-Landesvorsitzende Thomas Jurk. Am 28. Mai 2008 wurde Stanislaw Tillich zum neuen Ministerpräsidenten gewählt. Nach den Landtagswahlen 2009 bildete Tillich eine Regierung mit der FDP mit Sven Morlok als seinem Stellvertreter. Bei der Wahl 2014 verpasste die FDP den Wiedereinzug, weshalb die CDU wieder eine Koalition mit der SPD einging. Nach dieser Wahl schaffte es die Alternative für Deutschland erstmals in den Landtag, während die NPD den Wiedereinzug knapp verfehlte.